# Cryptostylis apiculata
Cryptostylis apiculata är en orkidéart som beskrevs av Johannes Jacobus Smith. Cryptostylis apiculata ingår i släktet Cryptostylis, och familjen orkidéer. Inga underarter finns listade i Catalogue of Life.